# Ulansuhai Nur
Ulansuhai Nur est un lac situé en Mongolie-Intérieure en République populaire de Chine.